# بابا مردوخ روحانی
شیخ اسماعیل مردوخی مشهور به بابا مردوخ روحانی (به کردی: بابا مه‌ردووخی ڕۆحانی) معلم، عالم دینی و تاریخ‌نگار اهل کردستان بود. وی بیشتر به دلیل آثار دینی و نیز تاریخ‌نگاری درباره مشاهیر کرد شناخته می‌شود.
مردوخ روحانی در سال ۱۳۰۲ خورشیدی در روستای کاشتر در اطراف کامیاران به دنیا آمد. او فراگیری علوم دینی را نزد پدرش حبیب‌الله مدرس آغاز کرد. سپس در محضر شاگردان پدرش ازجمله ملا محمد مدرس گرجی، بدیع‌الزمان مهی سنندجی، بهاء‌الدین شادمان و ملا محمد‌سعید دربندی شاگردی کرد. پس از فراگیری صرف و نحو و ادبیات و حساب و هندسه، به تحصیل علوم قدیمه پرداخت و در محضر پدرش و ملامحمد مدرس گرجی و نیز ملا عبدالمجید اصولی و ملا عبدالعظیم مجتهد شاگردی کرد. بابا مردوخ در سال ۱۳۲۱ خورشیدی از سوی پدرش و ملا محمد مدرس گرجی و ملا عبدالعظیم مجتهد و مولانا محمد صادق منبری نیری و مولانا محمود مفتی و شیخ محمد مردوخ اجازه اجتهاد دریافت کرد.
او آثاری در زمینه‌های فقه، تفسیر قرآن، ریاضی، منطق، عروض و قافیه نوشته‌است. از مهم‌ترین آثار او می‌توان به تاریخ مشاهیر کرد اشاره کرد. بابا مردوخ پس از اتمام تحصیل علوم قدیم در کردستان، به تهران رفت و در دانشگاه تهران شروع به تحصیل دانش‌های آکادمیک کرد. از مشاوران، استادان و دوستان او در طول دوران عمر خود می‌توان به بدیع‌الزمان فروزانفر و ناصر یمین مردوخی کردستانی و محمد شهابی اشاره کرد. او پس از اتمام دوره دانشگاه به کردستان بازگشت و به آموزگاری پرداخت.
بابا مردوخ در ادبیات فارسی و عربی تبحر داشت و در هر دو زبان، در شعر، دارای طبعی روان بود. از وی آثاری در زمینه‏‌های فقه، تفسیر، ریاضی، منطق، عروض، قافیه تاریخ مشاهیر کرد و شیوه مسلمانی به جای مانده است. شیخ اسماعیل روحانی، همچنین دوره کامل تعلیمات دینی مخصوص اهل تسنن را برای تمام کلاس‌های دبستان و دبیرستان با نثری ساده تألیف و تحریر نموده است که سال‌هاست در مناطق سنی‌نشین ایران تدریس می‌شود. بابا مردوخ سال‌‏های آخر عمر را در تهران گذراند. او در ۲۸ دی ۱۳۶۷ خورشیدی در تهران به سبب بیماری سرطان درگذشت و در سنندج به خاک سپرده شد.

## آثار
- تاریخ مشاهیر کرد در دو بخش:

1. بخش اول: ۱- از قرن نخست اسلامی تا پایان قرن سیزدهم قمری ۲- قرن چهاردهم قمری ۳- از ابتدای قرن پانزدهم قمری به بعد
2. بخش دوم: دربارهٔ امرا و فرمانروایان و خاندان‌ها و عشایر کرد

- چهارصد مسئلهٔ حساب و هندسه
- الصغری در باب منطق
- دانش سرایش در باب عروض و قافیه
- فتاوی‌الاکراد
- بدیع روحانی در باب علم بدیع
- شرح سبعه معلقه
- مناسک حج
- خاطرات یادداشت‌‌‌های من
- دیوان شیوا